# Йона Ярослав Григорович
Ярослав Григорович Йона (29 січня 1900, м. Винники  — 1970, м. Винники) — стрілець УГА (з 1 січня 1919 р.), козак Третьої Залізної стрілецької дивізії Армії УНР .

## Біографія
Дід — Іван, батько — Григорій (9. 10. 1853 р. — 10. 11. 1933 р.), мати — Марта Дмитерко (19. 11. 1868 р. — 7. 11. 1944 р.). Йони — корінні винниківчани, жили на вулиці Замковій, 1 (від вул. І. Франка до міської ради). 1944 р. в їхню рідну домівку «совєти» заселили інших людей. (брати в цей час перебували поза межами України). Мамина братова (мама письменника Любомира Дмитерка) жила по вулиці Піддіброва. Вона віддала частину хати для Йони Ярослава, де поселився і брат Євген..
Згодом, після сталінських концтаборів, до них приєднався Володимир. Навчався Ярослав у Львівській академічній гімназії (1912—1918 рр.). Після шести років навчання у гімназії пішов служити до війська..
17 листопада 1926 р. прийнятий на агрономічний відділ агрономічно-лісового факультету Української господарської академії в Подєбрадах (Чехословаччина). 16 лютого 1928 р. викреслений із списків студентів..
В сталінські часи був ув'язнений, звільнений лише в хрущовську «відлигу». Помер і похований у Винниках на старому цвинтарі.
Двоюрідний брат — Дмитерко Любомир Дмитрович